# NGC 5071
NGC 5071 (również PGC 46375) – galaktyka spiralna (S), znajdująca się w gwiazdozbiorze Panny. Odkrył ją Albert Marth 25 marca 1865 roku. Jest zaliczana do radiogalaktyk.